# Защук, Александр Иосифович
Александр Иосифович Защук (1828 — 30 января 1905, Ялта, Таврическая губерния) — русский офицер, участник Венгерского похода и Севастопольской обороны. Генерал-майор (1877).

## Биография
Александр Защук родился в 1828 году в семье отставного майора Иосифа Семеновича Защука и его жены Анны Казимировны Галковской, происходил из дворян Санкт-Петербургской губернии.
По окончании Павловского кадетского корпуса в 1848 году был выпущен прапорщиком в Финляндский драгунский полк, с которым и принял участие в Венгерской кампании 1849 года.
По возвращении в Россию Защук поступил в Императорскую Военную академию, но ранее её окончания был командирован в качестве офицера, причисленного к Генеральному штабу, в Севастополь, где за время с 19 апреля 1854 года по 26 ноября 1855 года получил два чина и четыре ордена. Из ряда боевых дел Защука обращает на себя внимание первое, когда партия охотников под его командой, в ночь на 1 октября 1854 года, захватив с собой боевые ракеты, выпустила их весьма удачно в коновязи английской кавалерии, причинив громадные убытки и потревожив всю неприятельскую армию.
Тяжёлая рана, полученная 26 ноября 1855 года, заставила Защука покинуть армию, и он, сдав экзамен на звание офицера Генерального штаба, был в 1857 году переведён в Генеральный штаб, с назначением дивизионным квартирмейстером в 5-й армейский корпус, затем в 1863 — 1869 годах последовательно был начальником штабов 13-й, 32-й, 11-й и 12-й пехотных дивизий.
Получив поручение составить статистику Бессарабии, Александр Иосифович Защук в 1862 году представил солидное исследование в 2-х томах истории, географии, экономики и промышленности обширного Бессарабского края, за которое был награждён чином капитана и солидной денежной суммой; выдержки из этой работы также были опубликованы в «Военном сборнике» в 1861 и в 1863 годах на страницах этого журнала была помещена обширная редакционная рецензия на «Обозрение Бессарабии». Также известно его обозрение Херсонской губернии.

В 1869 году Защук получил в командование сперва 128-й пехотный Старооскольский полк, а затем в 1874 году 51-й пехотный Литовский. Произведённый в 1877 году в генерал-майоры, Защук, за болезнью от раны, вышел в 1880 году отставку.

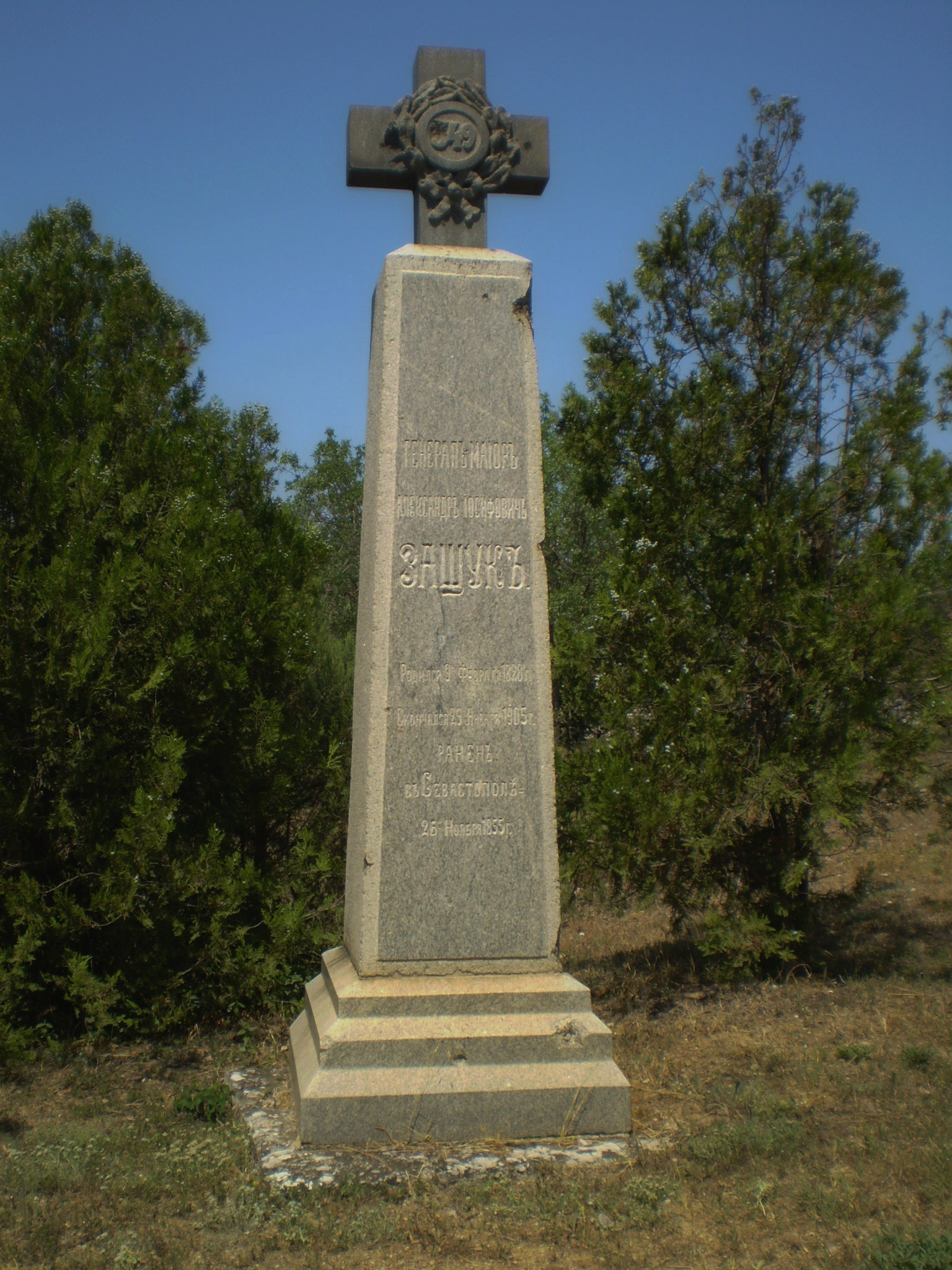
Могила Защука А. И. на Братском кладбище

С 1885 года Александр Иосифович Защук безвыездно проживал в городе Ялте, где и умер 30 января 1905 года. Похоронен на Братском кладбище в Севастополе. Могила объект культурного наследия народов России регионального значения  Объект культурного наследия народов РФ регионального значения. Рег. № 921711261930005 (ЕГРОКН)

## Семья
У Александра Иосифовича было три брата: 
- Иосиф (генерал-лейтенант, автор популярных военных справочников и руководств),
- Леонид (генерал-лейтенант, участник русско-японской войны),
- Константин (служил по ведомству путей сообщения).

Женат на Анастасии Павловне Эрдели. Сын Всеволод (1868—1943)